# Arabusta
Hybride
Parent  A de l'hybridation 
  Coffea canephora 
×

Parent B de l'hybridation 
  Coffea arabica 
Classification phylogénétique
L'arabusta (Coffea ×arabusta) est un caféier hybride résultant de l'hybridation du caféier robusta (Coffea canephora) et de l'Arabica (Coffea arabica).
Coffea canephora étant diploïde et Coffea arabica tétraploïde, l'hybridation n'est possible qu'avec des variétés tétraploïdes de Coffea canephora créées pour la circonstance par traitement à la colchicine.
L'arabusta est très vigoureux, car il s'agit d'un hybride. En ce qui concerne la qualité, il possède une partie de la qualité des arômes de l'arabica et peut se cultiver tout comme le robusta en basse altitude dans les pays tropicaux. Sa teneur en caféine est intermédiaire entre celle du robusta et celle de l'arabica.
L'arabusta est peu cultivé dans le monde.

## Nom scientifique
Certains auteurs refusent le nom scientifique Coffea ×arabusta, préférant la formule complète Coffea arabica × Coffea canephora.